# میلوسیت

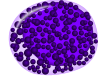
بازوفیلیک

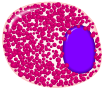
ائوزینوفیلیک

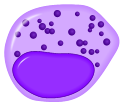
نوتروفیلیک

میلوسیت یک سلول جوان از سری گرانولوسیت است که به‌طور معمول در مغز استخوان وجود دارد (در صورت ابتلا به بیماری‌هایی خاص در خون در گردش نیز یافت می‌شود).

## ساختار
گرانول‌های سیتوپلاسمی متعددی در اشکال بالغ‌تر میلوسیت‌ها وجود دارد. گرانول‌های نوتروفیل و ائوزینوفیل پراکسیداز—مثبت هستند، در حالی‌که گرانول‌های بازوفیل، مثبت نیستند.
کروماتین هسته‌ای در این سلول‌ها بزرگ‌تر از آن چیزی است که در پرومیلوسیت‌ها مشاهده می‌شود، اما رنگ‌آمیزی نسبتاً ضعیفی دارد و غشای کاملاً مشخصی ندارد.
هسته از نظر کانتور نسبتاً منظم است (تورفتگی ندارد) و به‌نظر می‌رسد که در زیر گرانول‌های سیتوپلاسمی متعدد «دفن» شده‌است. (اگر هسته فرورفته بود، احتمالاً متامیلوسیت خواهد بود)

## مراحل تکوینی
پرومیلوسیت --> میلوسیت --> متامیلوسیت.

خون‌سازی